# Vagnhärad
Vagnhärad é uma localidade da Suécia, situada na província da Södermanland. Pertence à comuna de Trosa, no condado da Södermanland. Segundo censo de 2018, havia 3 632 habitantes. Possui 2,87 quilômetros quadrados e está a 8 quilômetros a noroeste de Trosa.

## Etimologia e uso
O topônimo Vagnhärad aparece em 1350 como Wanghæradh. É composto por  vagher (enseada) e hærad (sítio habitado).

## Comunicações
A localidade de Vagnhärad é servida por via férrea com ligação a Södertälje, Nyköping e Norrköping. A estrada europeia E4 passa junto à localidade com ligação a Estocolmo, Nyköping e Norrköping.
A existência de boas comunicações coletivas permite a uma boa parte da população trabalhar diariamente nas comunas vizinhas.